# Teluk Dalam
Teluk Dalam est une ville d'Indonésie située dans l'île de Nias. C'est le chef-lieu du kabupaten de Nias du Sud, dans la province de Sumatra du Nord. Elle a beaucoup souffert du séisme du 28 mars 2005.